# Dawamesc
El dawamesc, dawamesk, dawameska o daguamasca (del árabe دواء المسك dawā' ul-misk 'preparado de almizcle') es una especie de mermelada dulce hecha a base de hachís (cannabis) originaria de Argelia, en el Norte de África. Ya escribió sobre el dawamesc el médico italiano Prospero Alpini en 1591. La receta consiste en una mezcla de extracto graso de cannabis endulzada con azúcar y aromatizada con diversas especias, que pueden ser vainilla, canela, clavo, almizcle, cardamomo, e incluso zumo de naranja. También suele incluir algún fruto seco picado, como alfóncigos, almendras o piñones. El dawamesk se importó a Francia durante la colonización francesa de Argelia y ganó popularidad en París gracias al Club des Hashischins («Club de los que toman hachís»), un grupo de intelectuales que se reunía para probar los efectos del cannabis y experimentaron con daguamasca, traída desde el norte de África por uno de sus miembros, el Dr. Jacques-Joseph Moreau. La daguamasca jugó un papel importante en la popularización del cannabis en Europa.

Tan estigmatizado fue el uso del «cáñamo que altera la mente» [el cannabis] que no volvió a surgir en Europa de manera obvia hasta mediados del siglo XIX, cuando su uso asumió un enfoque menos espiritual y más recreativo. En 1845, el psiquiatra francés Dr. Jacques-Joseph Moreau publicó los resultados de sus experimentos sobre intoxicación por cáñamo, que realizó al ingerir él mismo hachís que había traído de Argelia. (...) En poco tiempo la camarilla se reunía regularmente en el Hotel Pimodan como Le Club des Hachischins para comer dawamesk, un potente caramelo de hachís, en sus lujosas cenas.
The Great Book of Hemp (1995) Rowan Robinson.

El dawamesk también aparece en la novela El conde de Montecristo (de Alexandre Dumas, 1844), cuando, en la isla de Montecristo, el conde bajo la identidad de Simbad el Marino ofrece a Franz d'Epinay un poco de dawamesk, una «mezcla del extracto graso de las puntas de las plantas del cannabis (cáñamo índico) con azúcar y algunas esencias», prometiéndole que tendrá la misma experiencia que los «asesinos musulmanes» que sueñan con un paraíso lleno de jóvenes mujeres después de la vida terrenal.
El escritor Théophile Gautier, miembro del Club des Hashischins, dijo tener visiones con el dawamesk, al que describió como «una esmeralda que emitía millones de pequeños destellos».
En 1942, Jacques Guerlain, fundador de la perfumería francesa Guerlain, creó el perfume Kriss que tres años más tarde renombraría como Dawamesk, según él, inspirada en una «mermelada verdosa» que estuvo consumiendo él mismo durante un episodio depresivo de su vida, y de cuyo olor, anisado y cítrico, no se olvidó.